# 邦福勒
邦福勒（法語：Bonfol，法語發音：[bɔ̃fɔl]）是瑞士汝拉州的一个旧市镇。该市镇总面积为13.59平方千米，截至2018年12月31日总人口为666人。

## 地理

1950年9月12日拍摄的航拍

邦福勒海拔432米，位于区府波朗特呂东南直线9千米处。它位于阿茹瓦最东南角的旺德利訥河河谷里，法国边境上，原型是沿街道形成的一座村。
镇的西侧是开旷，稍微有些起伏的平原。镇的最高点只有海拔483米。镇的东侧有大面积的森林，这里的最高点海拔470米，是莱茵河和罗讷河水域的分水岭。镇的一角一直延申到流入莱茵河的伊爾河的一条支流。镇的大部分面积则属于注入地中海的阿萊訥河流域。1997年镇的面积里6%是居民房屋、44%是林地、48%是农业用地、约2%是荒地。
邦福勒有多座孤独的农庄。周边镇有汝拉州的伯尔讷韦桑、当夫勒、旺德兰库尔和法国的库尔塔翁和普费特鲁斯。
| 人口发展 | 人口发展 |
| 年       | 人数     |
| -------- | -------- |
| 1850年   | 1263人   |
| 1900年   | 1340人   |
| 1910年   | 1303人   |
| 1930年   | 1020人   |
| 1950年   | 1017人   |
| 1960年   | 992人    |
| 1970年   | 888人    |
| 1980年   | 833人    |
| 1990年   | 793人    |
| 2000年   | 679人    |

## 居民
2018年12月31日邦福勒有666名居民，在汝拉州属于中型镇。2000年居民中84.7%母语是法语、12.2%母语是德语、1.6%母语是西班牙语。1900年邦福勒就已经达到其最高人口数。此后至今邦福勒的居民数逐渐降低到约当时的一半。

## 经济
19世纪末邦福勒的经济从农业转向工业。18世纪里村里的烧罐手艺非常知名。早在中世纪当地的粘土层的质量就已经出名。1912年当地的烧罐工艺被陶瓷工业取代。1951年村里创办了一座公司专门经营当地粘土的开发和加工，比如它也生产瓷砖。1961年矿坑停工后该公司和巴塞尔化学工业签订合同在矿坑里存放化学废料。当时认为这样的粘土光坑足够紧密。一直到1940年代内巴塞尔化学工业的废水还直接被排入莱茵河。当时把化学废物存放到粘土矿坑里算是非常保护环境的了。
镇上还有钟表工业和制造滚珠轴承的工厂。由于阿茹瓦土地肥沃，农业在当地依然有很高的地位。

## 交通
邦福勒附近没有大的公路，它与邻近的两个法国镇有街道相通。1901年7月14日標準軌的铁路段波朗特呂-邦福勒开通。今天它是汝拉铁路的一部分，也是邦福勒最重要的公共交通工具。

## 历史
1885年在村的北部发现了一座墨洛溫王朝时代的墓地。在墓地里还发现了一枚7世纪的腰带扣。1136年它首次在文献中被提到。
邦福勒的历史随阿茹瓦一样多变。1271年它首次归属于巴塞尔主教领地。从16到18世纪它受克沃管辖。从1793年到1815年邦福勒属于法国，一开始属于蒙泰里布勒省，从1800年开始属于上莱茵省。1815年维也纳会议决议把它划分给伯恩州。1979年1月1日它被归入新成立的汝拉州。

## 名胜
村里的教堂圣罗兰是1783年、84年建造的。邦福勒北部的森林里有一座小交通，每年耶穌升天日都有朝圣的游行去那里，原因是小教堂的圣人是保护畜生的圣人。
村东南部的森林里有一座湖。它是1751年到54年间由巴塞尔主教下令设置的鱼塘。今天这座湖受自然保护。

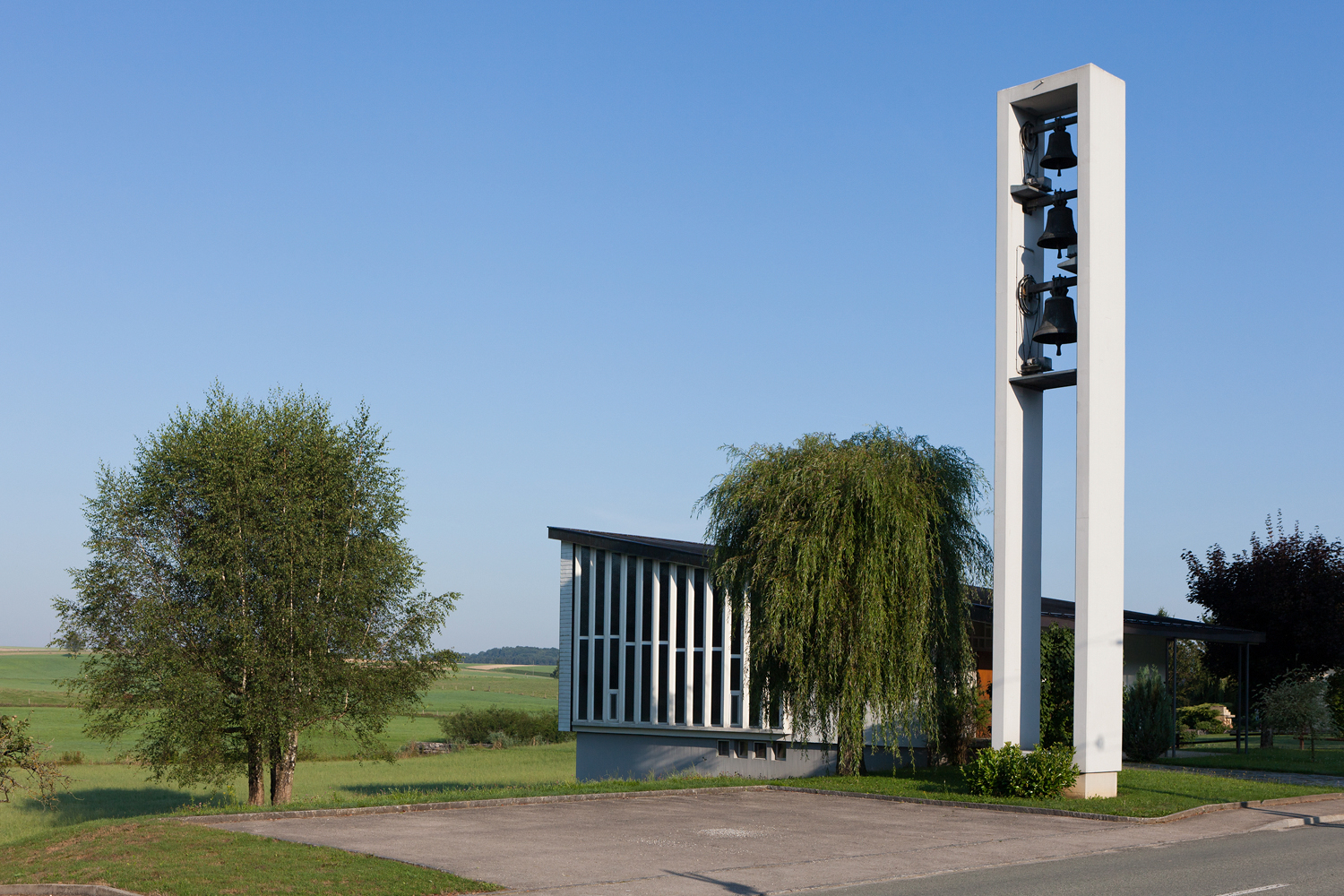
庙（基督教归正宗教堂）
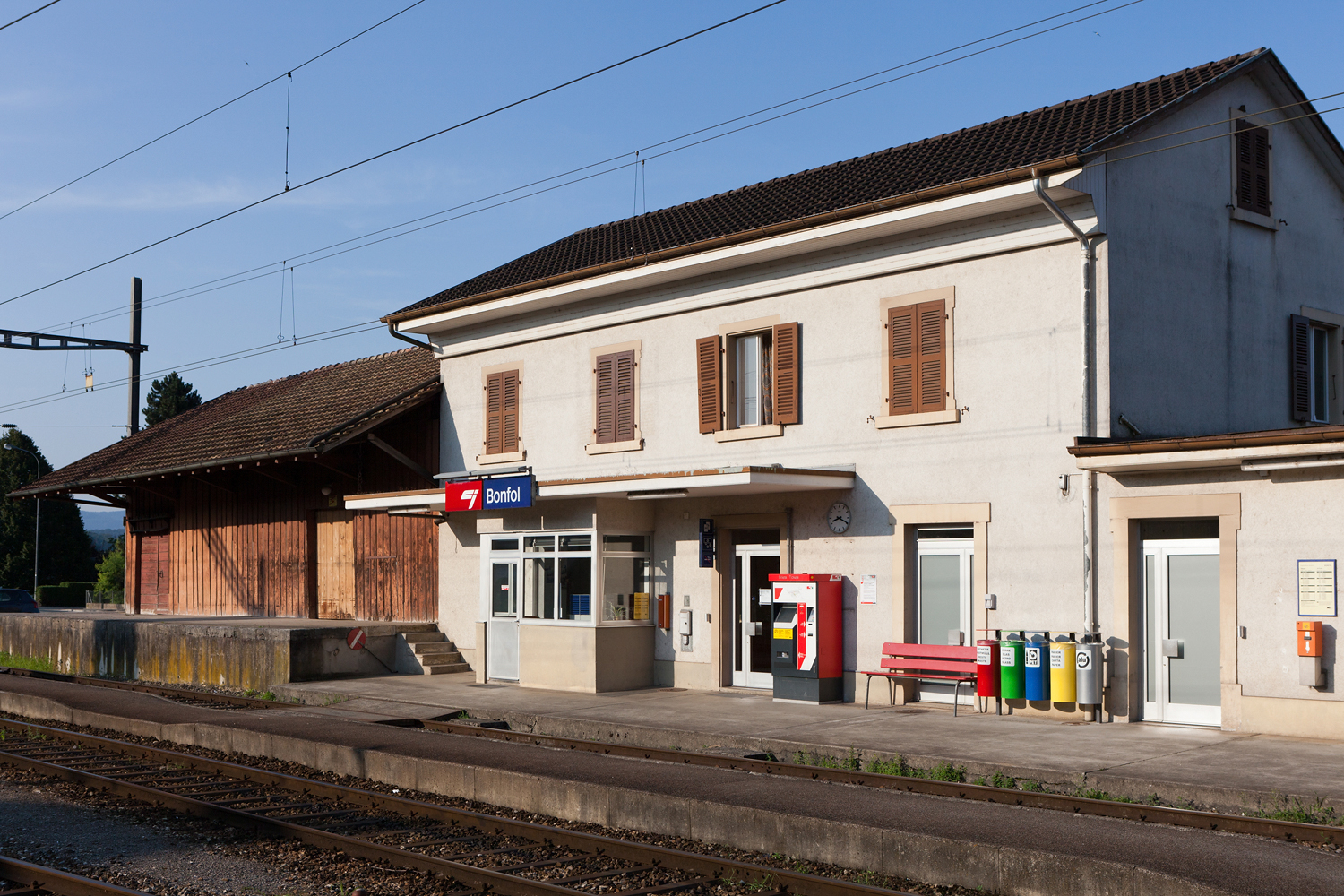
火车站
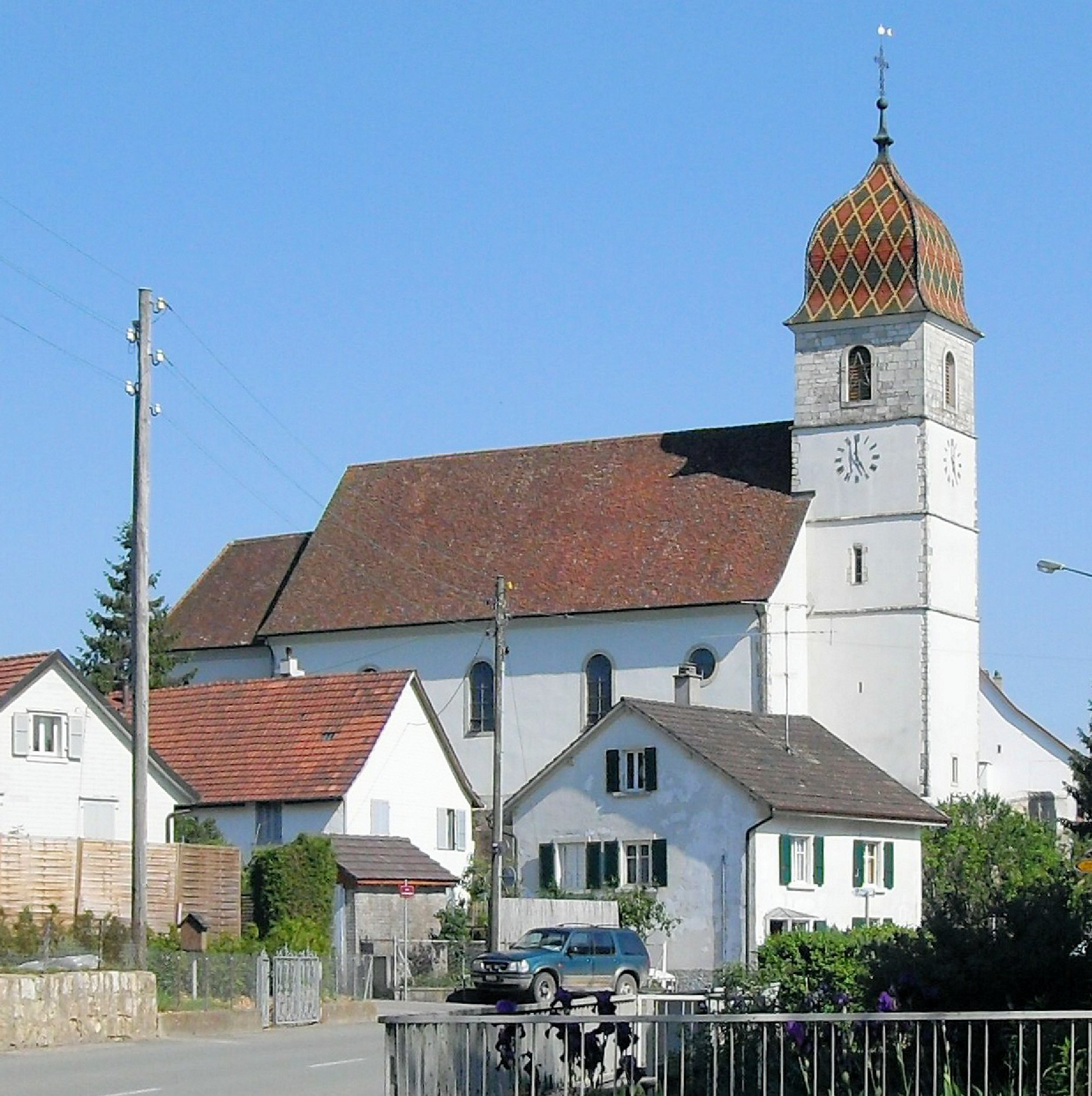
圣罗兰教堂
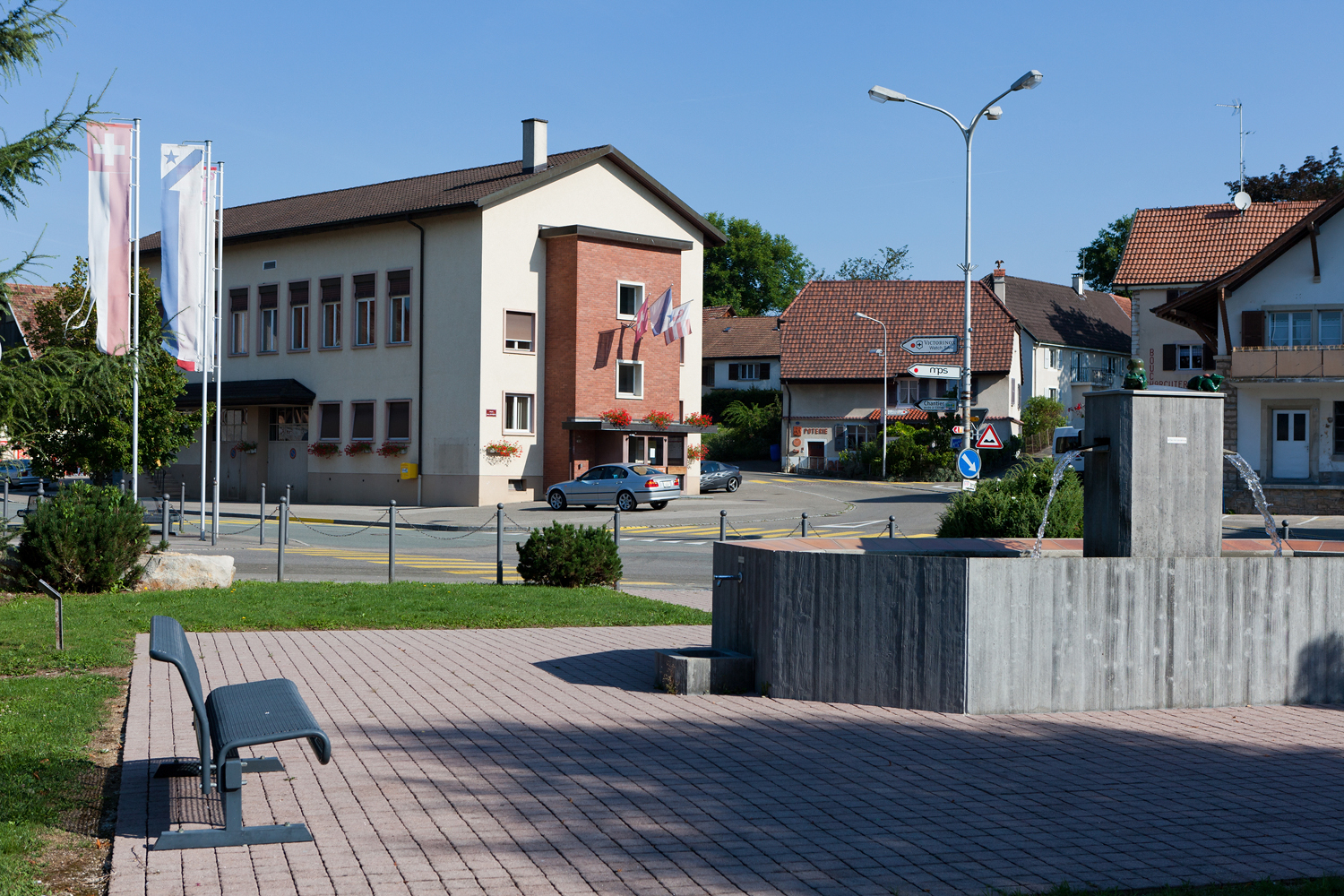
路易斯·雪佛兰广场
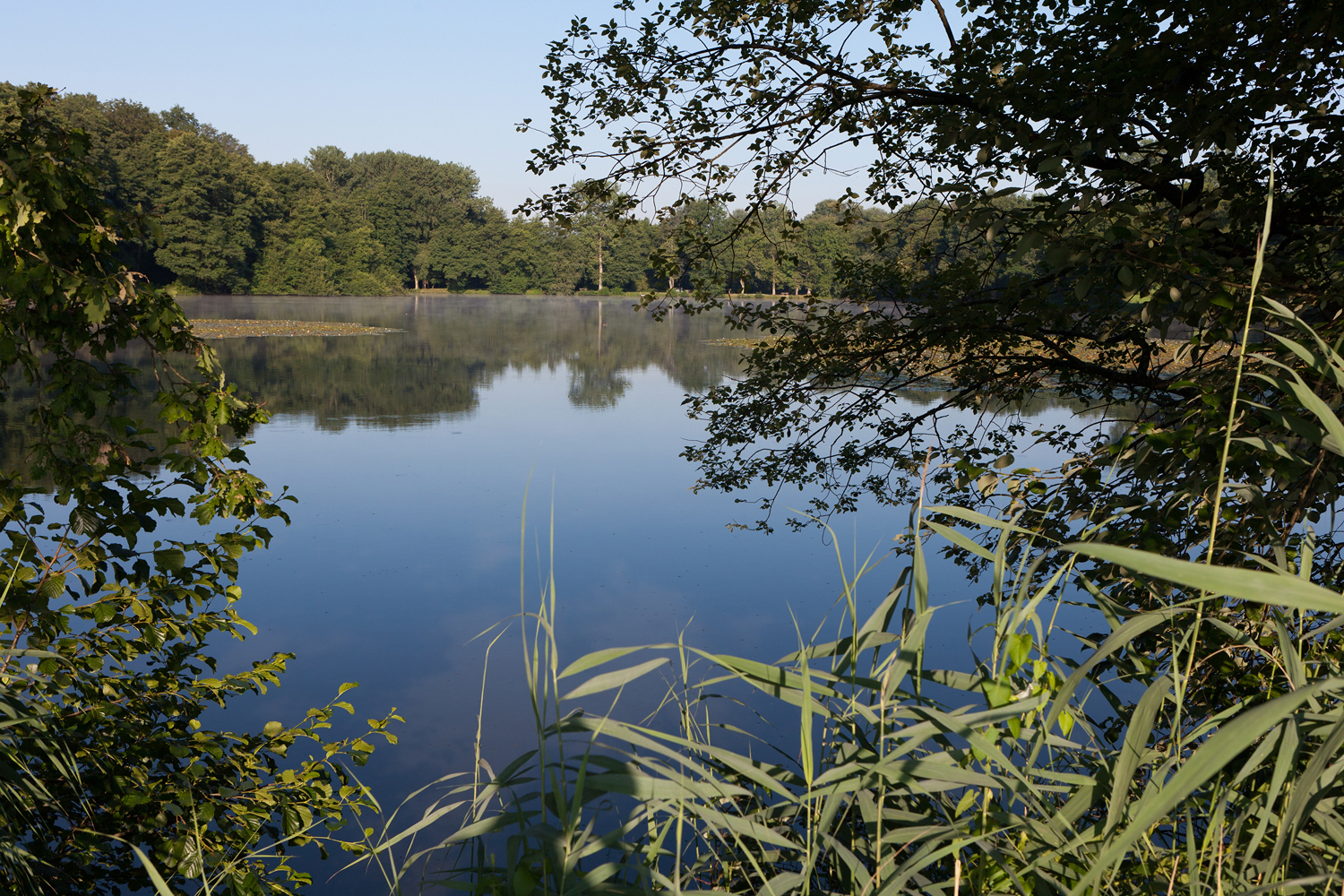
鱼塘
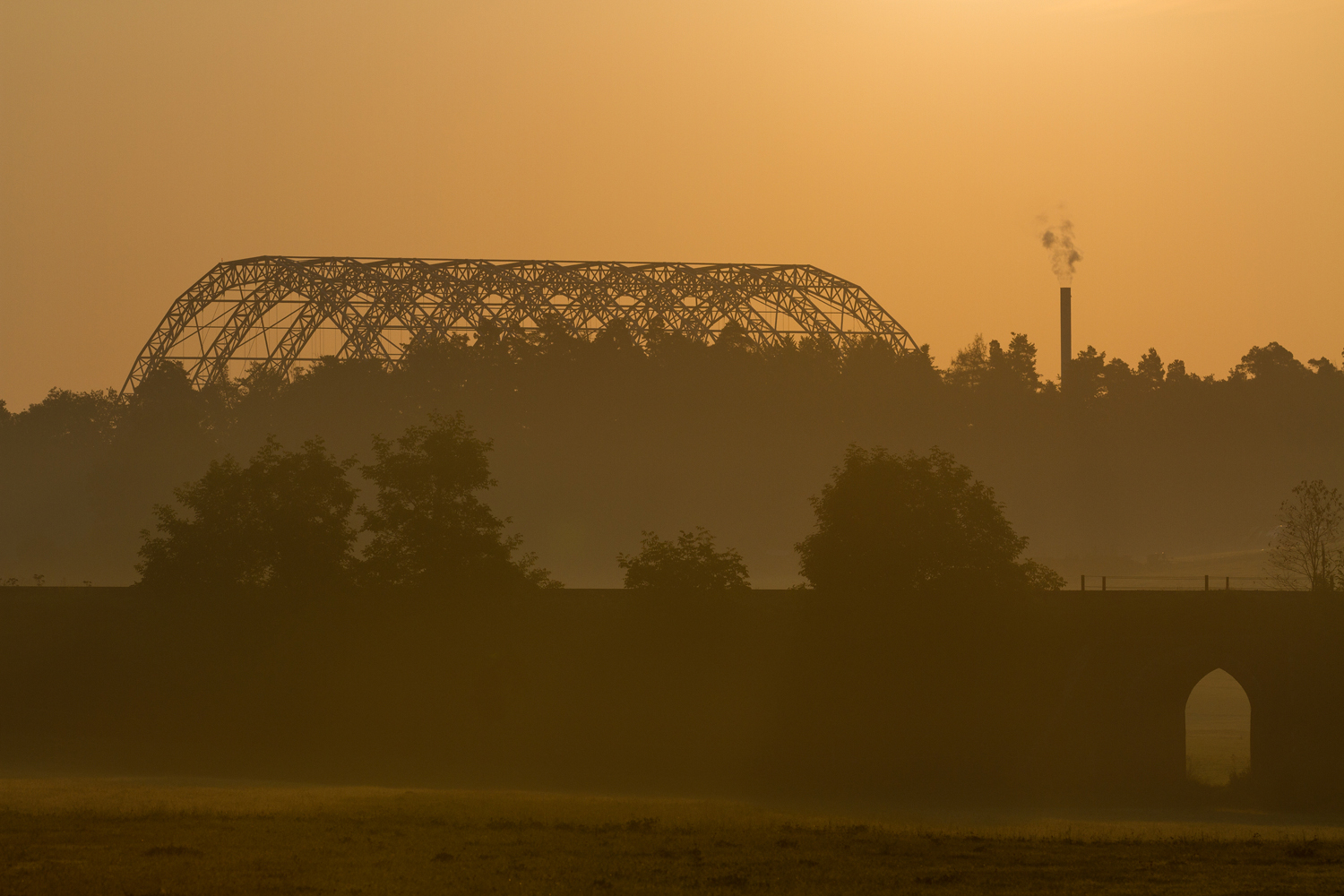
危险废物掩埋场

## 巴塞尔化学工业的化学废物掩埋场
邦福勒因为它的危险废物掩埋场知名。巴塞尔化学工业是化学和药剂公司诺华、罗氏、先正達、科莱恩和巴斯夫（前汽巴精化）共同组成的一个组织，它在邦福勒的掩埋场里一共存放了11.4万吨毒性极高的化学废物。伯恩州、当地企业和瑞士陆军在1961年到1976年间也在该掩埋场里存放少量废物。1981年矿坑里进水，毒物被冲洗出来。1990年代中掩埋场上装置了排水设施和废水处理设施，这个工程一共花费了3000瑞士法郎。1998年10月瑞士联邦陈旧废物法生效，当时巴塞尔化学工业认为掩埋场的措施已经满足这个法了。1999年的调查认为完全处理这个掩埋场技术上不可行。但是后来一个联邦政府做的可行性调查认为它是可行的。汝拉州和巴塞尔化学工业的代表就此问题争执长久。瑞士绿色和平占据掩埋场和当地娱乐压力非常大之后2000年双方终于达成协议决定完全清除该危险废物掩埋场。巴塞尔化学工业负责清除的执行工作。2010年清除工作开始，计划2015年邦福勒的危险废物掩埋场将完全被清除干净。为了防止毒物外泄在掩埋场的上方建造了一座完全密封的钢铁大厅，大厅的总重量达3000吨。为了防止工作人员中毒，挖掘工作全部由机器人做。计划整个清除工作将花费3.5亿瑞士法郎，最后一共花费3.8亿法郎。
2010年7月7日场地上发生一次局部性爆炸，此后安全措施更加被加强。2011年4月11日巴塞尔化学工业恢复清除工作。一开始的测试阶段里使用没有被污染的粘土来测试所有设施和过程是否正确工作。两个月后，2011年5月18日，清理工作正式开始。
2016年8月末巴塞尔化学工业写道：“邦福勒没有化学废物了。”9月2日其代表和州以及镇的代表一起举办清除完工仪式。

## 名人
- 加埃唐·哈斯（1992年出生），冰球运动员